# Endecaedro

El endecaedro bisimétrico contiene 11 caras y se puede disponer en 3D sin huecos

Un hendecaedro (o undecaedro) es un poliedro con 11 caras. Existen numerosas formas topológicamente distintas de un endecaedro, como por ejemplo, la pirámide decagonal y el prisma eneagonal.
Tres de estas formas son sólidos de Johnson: la pirámide pentagonal elongada (J9), el prisma triangular biaumentado (J50) y el prisma hexagonal aumentado (J54).
Dos clases, los endecaedros bisimétricos y los esfenoidales, rellenan el espacio.

## Etimología
El nombre de endecaedro es una construcción formada por palabras de origen griego: "en" representa uno y "deca" representa diez, de forma que cuando se combina con el sufijo "edro" (cara), el nombre se convierte en endecaedro (figura de once caras).

## Endecaedro común
Hay 440.564 endecaedros convexos topológicamente distintos, excluidas las imágenes especulares, que tienen al menos 8 vértices. En este sentido, se dice que dos poliedros son topológicamente distintos si tienen disposiciones intrínsecamente diferentes de caras y vértices, de modo que es imposible deformar uno en el otro simplemente cambiando las longitudes de sus aristas o los ángulos entre sus aristas o caras.

## Endecaedro bisimétrico

Desarrollo del endecaedro bisimétrico

El endecaedro bisimétrico es un poliedro que rellena el espacio, que se puede ensamblar en capas de tetrámeros interpenetrantes en forma de barco, que a su vez se apilan para llenar el espacio. Por lo tanto, es un análogo tridimensional de la teselación de El Cairo.

## Endecaedro esfenoidal
El endecaedro esfenoidal es otro poliedro que rellena el espacio, que se puede ensamblar en capas del teselado florecido, que a su vez se apilan para llenar el espacio.